# Old Red Sandstone
L'Old Red Sandstone (in inglese: arenaria rossa antica o vecchia) è un'unità litostratigrafica presente nella sequenza stratigrafica paleozoica dell'Inghilterra, a cui gli stratigrafi assegnano lo status di supergruppo e che riveste anche una notevole importanza per gli studi paleontologici. Il nome viene normalmente abbreviato in ORS nella letteratura specializzata. La terminologia è stata coniata per distinguere questa sequenza dalla più recente New Red Sandstone, anch'essa piuttosto diffusa nel territorio inglese.

## Sedimentologia

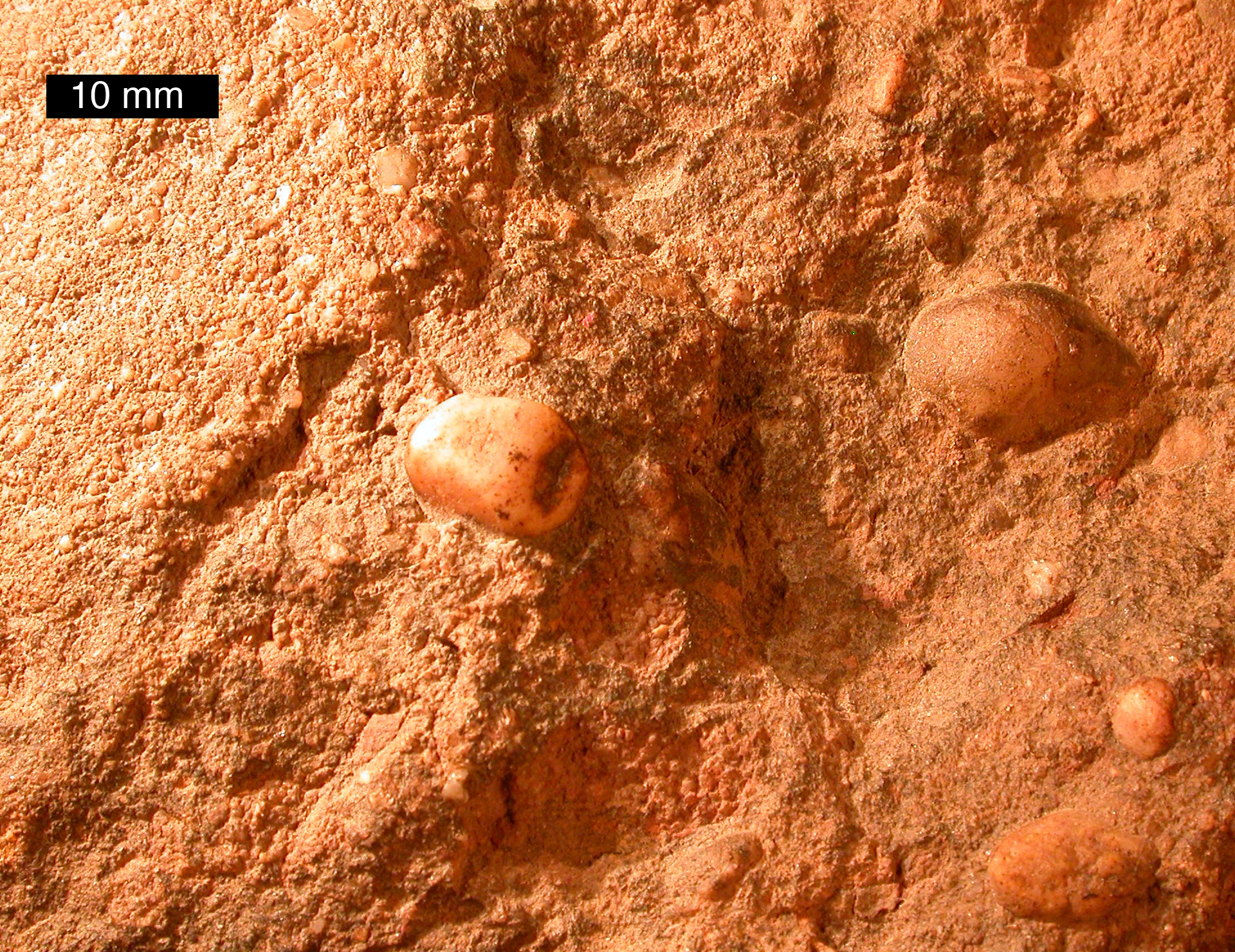
La struttura dell' Old Red Sandstone può contenere frammenti di quarzo, silici e fossili. La scala è di 10 mm.

La formazione Old Red Sandstone è costituita da una sequenza di rocce sedimentarie depositatesi in vari ambienti, prevalentemente durante il periodo Devoniano, ma la cui sedimentazione è iniziata nel Siluriano e si è conclusa nel Carbonifero. All'interno della formazione, nelle facies basali sono predominanti i sedimenti alluviali con conglomerati, mentre a livelli superiori si passa a una combinazione di sedimenti fluviali, lacustri o di dune.
Il caratteristico colore rosso di queste rocce deriva dalla presenza di ossido di ferro, ma non tutta la formazione dell'ORS è di colore rosso o a base di arenaria. La sequenza comprende infatti anche conglomerati, rocce sedimentarie fini derivanti dalla deposizione di fanghi carbonatici (peliti), siltiti e altri calcari fini; di conseguenza anche il colore non è uniforme e può variare dal grigio al verde, passando attraverso il rosso e il violetto. La provenienza del materiale terrigeno che costituisce questi depositi è strettamente associata all'erosione delle catene montuose della Caledonia, che erano state sollevate dalla collisione degli antichi continenti Avalonia, Baltica e Laurentia durante l'orogenesi caledoniana.
All'interno delle rocce si trovano molti tipi di fossili, che includono pesci primitivi, artropodi e piante. Rocce depostesi durante la medesima era geologica si trovano anche nel sud-est dell'Inghilterra (in effetti da questo deriva il termine Devoniano), ma queste ultime sono di origine marina e pertanto non sono incluse nell'Old Red Sandstone.

## Stratigrafia

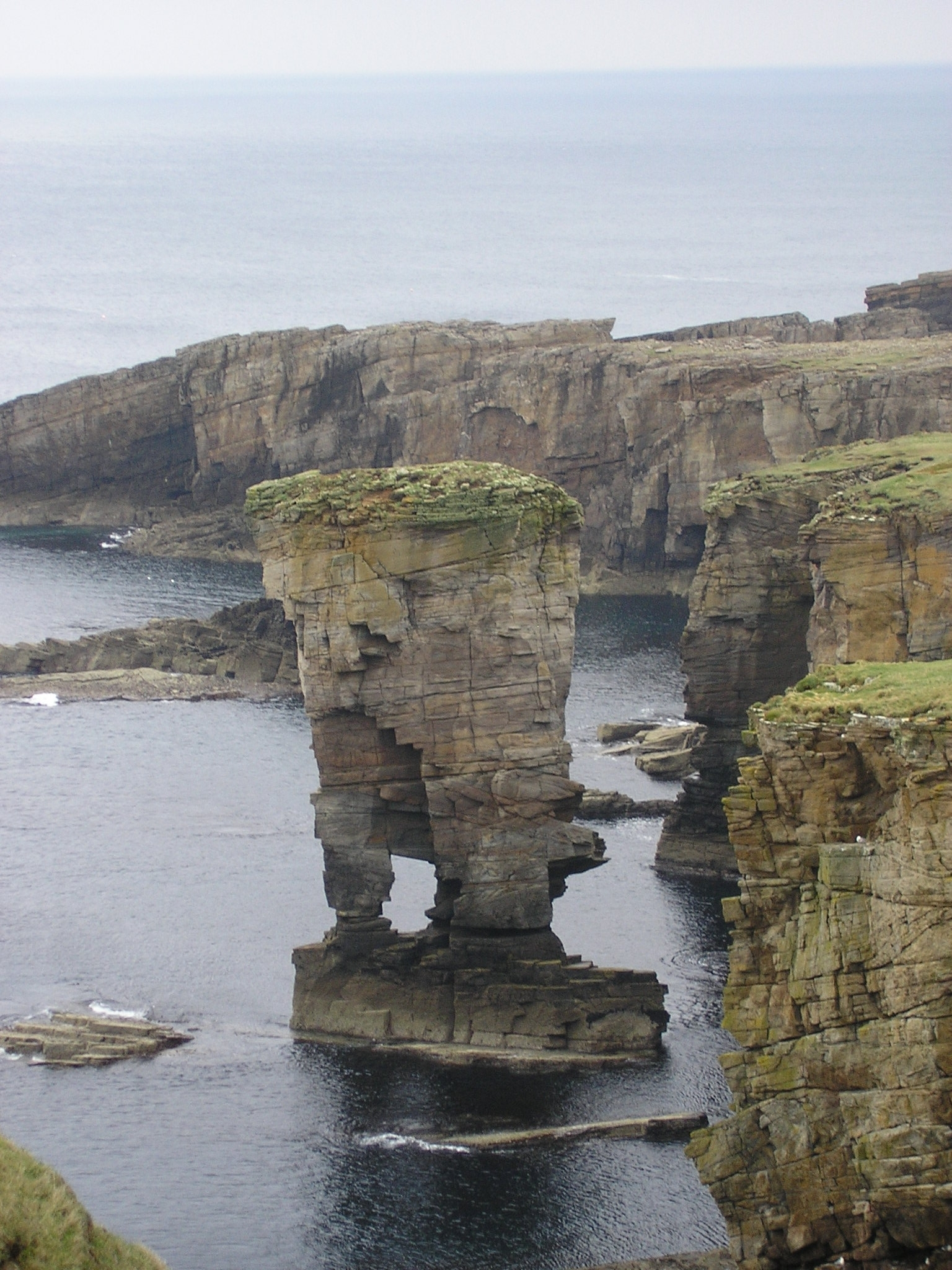
Erosione eolica nelle arenarie dell'Old Red Sandstone a Yesnaby, nelle Isole Orcadi.

L'Old Red Sandstone consiste in modo predominante di rocce di provenienza terrigena e pertanto esse non contengono in generale fossili marini che sarebbero invece utili per stabilire collegamenti cronologici tra i vari strati, sia appartenenti a bacini diversi che all'interno dello stesso bacino. Pertanto sono stati tradizionalmente assegnati ai piani dei nomi diversi da quelli adottati in sede internazionale, anche se attualmente l'uso internazionale si sta intensificando. In ambito Anglo-gallese sono ancora frequenti riferimenti al Downtoniano, Dittoniano, Breconiano e Farloviano; questi ultimi tre stadi vengono ora fatti cadere all'interno del Devoniano.
Attualmente viene riconosciuta in tutta la Gran Bretagna l'esistenza di un numero di bacini sedimentari distinti tra loro. I bacini principali includono il Bacino Orcadiano, stratificazioni di rocce sedimentarie nella Midland Valley (in Scozia), una serie di affioramenti lungo il confine scozzese, alcune formazioni nel vasto bacino anglo-gallese e alcuni depositi alluviali e lacustri lungo la costa nordorientale dell'isola di Anglesey, a sud della città di Llangefni.